# Fløng Skole
Fløng Skole er en folkeskole i Fløng i Høje-Taastrup kommune. Skolen blev oprettet i 1742. Fløng Skole har elever fra 0. til 9. klassetrin. Fløng Skole er en 2-sporet skole, dog er enkelte årgange 3-sporede. Skoledistriktet omfatter Fløng samt landsbyerne Marbjerg, Soderup og Kallerup.

## Historie
Fløng Skole blev oprettet i 1742 på initiativ af den lokale sognepræst Albert Schytte.
I 1898 blev bygget en ny skolebygning, der fungerede som hovedskole til 1958. I dag anvendes bygningen som Sognets Hus tilknyttet kirken. I 1909 blev desuden bygget en forskole og i 1915 en ny skolebygning, kaldet "mellemskolen". I 1956-63 blev den første del af den nuværende skole (med røde tage) opført, og i 1971-74 blev tilbygningen med de flade grå tage bygget.

## Skolens liv
Skolens SFO holder til i selvstændige lokaler på skolen. Man kan gå i klub i Engvadgårdsparken, som ligger i forbindelse med Fløng Skole. Skolen er nabo til Fløng svømmehal og Flønghallen, som begge benyttes i undervisningen. Fløng skole har en række udendørs faciliteter som legepladser, fodboldbaner, multibane, hockeybane, basketbane og crossfitbane. I skolens atriumgård er der skolehave med drivhuse, højbede og bålplads.
Skolen har mange traditioner. Der afholdes en stor høstfest, hvor hver klasse har sin egen bod. Til fastelavn holder indskolingen en fastelavnsfest med tøndeslagning, fastelavnsboller og kakao. Dagen afsluttes med, at eleverne går catwalk i forskellige udklædningskategorier. Til jul afholdes klippeklistredag og luciaoptog. Sidste skoledag inden jul samles hele skolen til julegudstjeneste i Fløng Kirke.
Skuespilleren Simon Stenspil har gået på Fløng Skole.
En del af DR Ultra ungdomsserien "Akavet" er optaget på Fløng Skole.

## Mobilfri skole
Skolen har siden 2017 været en mobilfri skole, så eleverne afleverer deres mobiltelefoner i særlige kasser hver morgen og kan få dem igen, når undervisningen er afsluttet.